# Armadillo de tres bandes meridional
L'armadillo de tres bandes meridional (Tolypeutes matacus) és una espècie d'armadillo tolipeutí de Sud-amèrica. Té una ampla distribució: viu a l'Argentina, el Brasil, el Paraguai i Bolívia. Juntament amb l'altre membre del gènere Tolypeutes, l'armadillo de tres bandes brasiler (T. tricinctus), és l'única espècie d'armadillo capaç d'enrotllar-se en una bola completa per defensar-se.